# Into the Light (album)
Into the Light (ang. W stronę światła) – anglojęzyczny album piosenkarki Glorii Estefan z 1991 roku. Album ten ukazał się w rok po tragicznym wypadku samochodowym, jakiemu artystka uległa w trakcie trwania jej światowego tournée "Get On Your Feet World Tour". W trakcie rehabilitacji Estefan zaczęła komponować piosenki na swój kolejny album. Na płycie znalazło się wiele piosenek inspirowanych traumatycznymi wspomnieniami piosenkarki, min.: "Coming Out of the Dark", "Seal Our Fate" czy "Close My Eyes". Album "Into The Light" został ciepło przyjęty przez krytyków, a także stał się jednym z największych bestsellerów w karierze Glorii Estefan. Krążek zdołał dotrzeć do TOP 5 amerykańskiej i brytyjskiej listy przebojów sprzedając się ostatecznie na całym świecie w blisko siedmiu milionach egzemplarzy. Album okrył się podwójną platyną w Stanach Zjednoczonych, platyną w Niemczech i Hiszpanii. Krążek wylansował kilka wielkich singlowych przebojów: "Coming Out of the Dark" (który pozostaje do dziś ostatnim numerem jeden Glorii na amerykańskiej liście przebojów), "Seal Our Fate" oraz "Live for Loving You". W ramach promocji krążka Estefan wyruszyła w światową trasę koncertową, która zgromadziła według szacunków 10 milionów fanów na trzech kontynentach. Wydana wkrótce kaseta wideo z zapisem jednego z koncertów zyskała status platyny.
W utworach: "Light of Love" oraz "Mama Yo Can't Go" gościnnie zagrał słynny kubański muzyk Arturo Sandoval.

## Lista utworów
1. Coming Out of the Dark
2. Seal Our Fate
3. What Goes Around
4. Nayib's Song (I Am Here for You)
5. Remember Me with Love
6. Heart With Your Name on It
7. Sex In The 90's
8. Close My Eyes
9. Language of Love
10. Light of Love
11. Can't Forget You
12. Live for Loving You
13. Mama Yo Can't Go
14. Desde La Oscuridad
15. Don't Wanna Lose You (Portugese Version)
16. Words Get in the Way (live)